# П'єзооптичний ефект
Фотопружність, фотоеластичний ефект, п'єзоопти́чний ефе́кт — виникнення оптичної анізотропії в спочатку ізотропних твердих тілах (в тому числі полімерах) під дією механічних напружень.

## Загальна характеристика
Оскільки, механічне напруження та деформація є зв'язаними через тензор пружних податливостей або пружних жорсткостей, то ефект, який полягає у зміні показників заломлення (фазових швидкостей електромагнітних хвиль) або двозаломлення середовища під дією механічної деформації називається фотопружним ефектом.
П'єзооптичний ефект здебільшого прийнято розглядати, як такий, що притаманний твердим тілам, однак в рідинах та газах даний ефект існує при дії на середовище гідростатичного тиску. При цьому роль дії відіграє гідростатичний тиск, який визначається кульовою частиною тензора механічних напружень.
П'єзооптичний ефект був відкритий у 1818 році Девідом Брюстером спочатку в ізотропних тілах, а потім в кристалах.

## Тензорний опис
Тензор оптичних поляризаційних констант

{\displaystyle B_{ij}={\frac {1}{\epsilon _{ij}}}=\left({\frac {1}{n^{2}}}\right)_{ij}\,}  (1), за наявності прикладеного механічного напруження {\displaystyle \sigma _{kl}\,} матиме вигляд

{\displaystyle B_{ij}=B_{ij}^{0}+\Delta B_{ij}=B_{ij}^{0}+\pi _{ijkl}\sigma _{kl}\,},  (2)

де {\displaystyle \epsilon _{ij}\,} діелектрична проникливість на оптичній частоті, {\displaystyle n\,} — показник заломлення. Механічне напруження описується полярним, симетричним тензором другого рангу з внутрішньою симетрією — {\displaystyle [V^{2}]\,}, тобто {\displaystyle \sigma _{kl}=\sigma _{lk}\,}. Тензор п'єзооптичних коефіцієнтів є полярним тензором четвертого рангу
, симетричним за перестановкою індексів у першій і другій парах — {\displaystyle \pi _{ijkl}=\pi _{jikl}=\pi _{ijlk}=\pi _{jilk}\,} (внутрішня симетрія — {\displaystyle [V^{2}]^{2}\,}). Оскільки механічне напруження і деформація {\displaystyle e_{mn}\,}пов'язані законом Гука:

{\displaystyle e_{mn}=S_{mnkl}\sigma _{kl}\,},  (3)

або
{\displaystyle \sigma _{kl}=C_{klmn}e_{mn}\,}, ( 4)

де {\displaystyle C_{klmn}\,} — тензор пружних жорсткостей (пружних модулів), а {\displaystyle S_{mnkl}\,} — тензор пружних податливостей. Дані тензори є взаємнооберненими ({\displaystyle C_{\lambda \mu }S_{\mu \nu }=\delta _{\lambda \nu }\,}, {\displaystyle \delta _{\lambda \nu }\,} — символ Кронекера) полярними тензорами четвертого рангу з внутрішньою симетрією {\displaystyle [[V^{2}]^{2}]\,}, тобто {\displaystyle C_{klmn}=C_{mnkl}=C_{lkmn}=C_{lknm}=C_{lknm}\,} (такі ж перестановки індексів справедиві і для тензора {\displaystyle S_{mnkl}\,}). Тому зв'язок між тензорами п'єзооптичних і фотопружних коефіцієнтів задається співвідношенням:

{\displaystyle p_{\lambda \mu }=\pi _{\lambda \nu }C_{\lambda \mu }\,},  (5)

або

{\displaystyle \pi _{\lambda \mu }=p_{\lambda \nu }S_{\nu \mu }\,},  (6)

У цьому випадку використано матричне представлення тензорів з заміною індексів:

{\displaystyle (mn\leftrightarrow \lambda =1,...6)\,},  (7)

{\displaystyle (kl\leftrightarrow \mu =1,...6)\,}.  (8)

Тензор оптичних поляризаційних констант при фотопружному ефекті запишеться, як:
{\displaystyle B_{ij}=B_{ij}^{0}+\Delta B_{ij}=B_{ij}^{0}+p_{ijmn}e_{mn}\,},  (9)

Тензори фотопружних і п'єзооптичних коефіцієнтів відмінні від нуля для середовищ будь-якої симетрії.

## Зміна показників заломлення і двозаломлення
Рівняння оптичної індикатриси (характеристичної поверхні тензора поляризаційних констант) в загальному випадку має вигляд:

{\displaystyle B_{ij}x_{i}x_{j}=1\,},  (10)

де {\displaystyle x_{i}x_{j}=x,y,z\,} — базисні вектори Декартової системи координат. Дане рівняння можна представити, як

{\displaystyle B_{11}x^{2}+B_{22}y^{2}+B_{33}z^{2}+2B_{32}zy+2B_{31}xz+2B_{12}xy=1\,},  (11)

При прикладанні механічного напруження до тіла (наприклад до ізотропного скла) оптичні поляризаційні константи залежатимуть від механічного напруження. Наприклад під дією механічного напруження {\displaystyle \sigma _{11}\,} (тиск або розтяг, спрямовані вздовж осі {\displaystyle x\,}) рівняння оптичної індикатриси ізотропного скла за відсутності механічного напруження має вигляд:

{\displaystyle B_{11}^{0}x^{2}+B_{11}^{0}y^{2}+B_{11}^{0}z^{2}=1\,},  (12)
.
Тензор пєзооптичних коефіцієнтів для ізотропних середовищ має вигляд:

{\displaystyle {\begin{bmatrix}\Delta B_{11}\\\Delta B_{22}\\\Delta B_{33}\\\Delta B_{32}\\\Delta B_{31}\\\Delta B_{21}\\\end{bmatrix}}={\begin{bmatrix}\pi _{11}&\pi _{12}&\pi _{12}&0&0&0\\\pi _{12}&\pi _{11}&\pi _{12}&0&0&0\\\pi _{12}&\pi _{12}&\pi _{11}&0&0&0\\0&0&0&\pi _{44}&0&0\\0&0&0&0&\pi _{44}&0\\0&0&0&0&0&\pi _{44}\end{bmatrix}}\times {\begin{bmatrix}\sigma _{11}&\sigma _{22}&\sigma _{33}&\sigma _{32}&\sigma _{31}&\sigma _{21}\end{bmatrix}}\,},  (13)

причому — {\displaystyle \pi _{44}=\pi _{11}-\pi _{12}\,}
При прикладеному напруженні {\displaystyle \sigma _{11}\,} рівняння (12)зміниться:

{\displaystyle (B_{11}^{0}+\pi _{11}\sigma _{11})x^{2}+(B_{11}^{0}+\pi _{11}\sigma _{11})y^{2}+(B_{11}^{0}+\pi _{12}\sigma _{11})z^{2}=1\,},  (14)
.
Як видно з останнього рівняння тензор оптичних поляризаційних констант під дією механічного напруження набув вигляду, властивого для оптично анізотропних середовищ. Оскільки, {\displaystyle B_{11}=B_{22}\neq B_{33}\,}, то первинно оптично ізотропне скло стало оптично одновісним і анізотропним.

Тоді, змінені механічним напруженням показники заломлення набудуть вигляду:

{\displaystyle n_{x}=n_{0}+{\frac {1}{2}}n_{0}^{3}\pi _{11}\sigma _{11}\,},  (15)

{\displaystyle n_{y}=n_{0}+{\frac {1}{2}}n_{0}^{3}\pi _{12}\sigma _{11}\,},  (16)

{\displaystyle n_{z}=n_{0}+{\frac {1}{2}}n_{0}^{3}\pi _{12}\sigma _{11}\,}.  (17)

При поширенні сітла вздовж напрямку, перпендикулярного до напрямку прикладеного напруження спостерігатиметься двозаломлення індуковане механічним напруженням, яке визначатиметься співвідношенням:

{\displaystyle \Delta n_{xy}=n_{x}-n_{y}={\frac {1}{2}}n_{0}^{3}(\pi _{11}-\pi _{12})\sigma _{11}\,},  (18)

а різниця фаз між двома хвилями, які поширюються у склі матиме вигляд:

{\displaystyle \Gamma ={\frac {2\pi }{\lambda }}\Delta n_{xy}d={\frac {\pi d}{\lambda }}n_{0}^{3}(\pi _{11}-\pi _{12})\sigma _{11}\,}  (19)

## Застосування
П'єзооптичний і фотопружний ефекти використовуються в неруйнівному контролі механічних напружень прозорих оптичних елементів, деталей та конструкцій; при вимірюванні механічного напруження чи тиску безконтакним методом; в акустооптиці та ін.
Фотопружний ефект лежить в основі таких явищ, як акустооптична дифракця світла, і розсіяння Мандельштама-Бріллюена.